# بولستا
شهر بولستا (به سوئدی: Bålsta) در ناحیه شهری هوآبو در کشور سوئد واقع شده‌است. جمعیت این شهر ۱۲۶۵٫۹۱  نفر است.